# Agaronia propatula
Agaronia propatula is een slakkensoort uit de familie van de Olividae. De wetenschappelijke naam van de soort is voor het eerst geldig gepubliceerd in 1849 door Conrad.